# Lago Okeechobee
Il lago Okeechobee [ˌoʊkɨˈtʃoʊbiː] (in inglese Lake Okeechobee, noto localmente anche come The Lake o The Big O; in passato lago Mayaimi) è, con una superficie di circa 1890 km², il lago più grande dello stato americano della Florida. Terzo lago d'acqua dolce più grande degli Stati Uniti, dopo il lago Michigan e il lago Iliamna (in Alaska), si trova nel sud della Florida, tra le città di Orlando e Miami. È suddiviso tra le contee di Glades, Okeechobee, Martin, Palm Beach e Hendry, i confini delle quali si incontrano tutti in un punto vicino al centro del lago.

## Storia
L'area intorno al lago è stata colonizzata relativamente tardi. A partire dal 1000 a.C. circa in queste zone umide si sviluppò la cultura di Belle Glade, una cultura dedita alla pesca che ci ha lasciato una serie di testimonianze archeologiche, in particolare terrapieni caratteristici (mound) che fungevano da protezione per le inondazioni, cumuli di gusci di bivalvi in grande quantità, denti di squalo e ceramiche. Nel XVI secolo gli spagnoli incontrarono sulle rive del lago la tribù dei Mayaimi, che non deve essere confusa con quella dei Miami, con i quali non erano imparentati né dal punto di vista etnico né da quello linguistico. Non è chiaro se i Mayaimi appartenessero alla cultura di Belle Glade, che scomparve intorno al 1700. Agli inizi del XVIII secolo i Mayaca, originari della zona intorno alle sorgenti del St. Johns River, si stabilirono sul lago, ma furono sottomessi dai Calusa e spazzati via come popolo intorno al 1750.

## Nome ed etimologia
Il nome Okeechobee è un termine preso in prestito dall'ormai scomparsa lingua hitchiti, un dialetto della lingua hitchiti-mikasuki. Gli Hitchiti chiamavano questo lago semplicemente «Grande Acqua» (da oki‚ «acqua», e chubi‚ «grande») a causa delle sue enormi dimensioni. Tuttavia, il più antico nome conosciuto è lago Mayaimi (anche Mayaimi significa «Grande Acqua»), tramandato dallo spagnolo Hernando de Escalante Fontaneda nel XVI secolo. È proprio da questo toponimo che prese il nome la tribù dei Mayaimi. Poco tempo dopo, sempre nel XVI secolo, René Goulaine de Laudonnière riferì di aver sentito parlare di un grande lago d'acqua dolce nel sud della Florida chiamato Serrope. Nel XVIII secolo, l'allora in gran parte mitico lago era conosciuto dai cartografi e dai cronisti britannici con il nome spagnolo di Laguna de Espiritu Santo («Lago dello Spirito Santo»). All'inizio del XIX secolo il lago era conosciuto come Mayacco Lake o Lake Mayaca, dal nome della tribù indiana dei Mayaca. L'attuale località di Port Mayaca nella contea di Martin, sulla sponda orientale del lago, commemora ancora oggi il loro nome. Sempre all'inizio del XIX secolo il lago era noto anche come Lake Macaco.

## Geologia
Il lago si estende per circa 56 km di lunghezza e fino a 48 di larghezza e copre una superficie di circa 1890 km². Malgrado le sue dimensioni, tuttavia, raggiunge una profondità media di appena 3 metri. La mancanza di emissari naturali di considerevoli dimensioni ha provocato numerose inondazioni in passato, che hanno portato alla formazione delle aree umide e paludose delle Everglades a sud-ovest di esso.
L'Okeechobee giace in un'ampia depressione calcarea della profondità massima di quattro metri e si è formato solamente circa 6000 anni fa. È circondato da un argine alto fino a sei metri, costruito dallo United States Army Corps of Engineers in seguito alla catastrofica inondazione del 1928: questa, provocata da un uragano che distrusse il vecchio argine con la sua pioggia torrenziale, uccise circa 2400 persone. Due anni prima, altre 800 persone erano morte in un incidente simile.

## Problemi ambientali
Il lago svolge una funzione importante nell'equilibrio idrico del parco nazionale delle Everglades. Tuttavia in passato, a causa dell'elevata richiesta di acqua potabile necessaria per le città e la coltivazione della canna da zucchero, da esso veniva prelevata una grande quantità di acqua. Esso era inoltre gravemente inquinato da fosfati, sali e residui organici provenienti dai canali di scolo delle campagne circostanti, destinate alla coltivazione intensiva degli agrumi e all'allevamento dei bovini. Come conseguenza dell'abbondanza di nutrienti, le alghe verdi-azzurre e i colibatteri si erano moltiplicati a dismisura, portando alla scomparsa della fauna ittica. Si dice che sul fondo del lago siano state depositate complessivamente più di 33000 tonnellate di fosforo. Il lago ha solo pochi emissari minori, come il Miami River, lo Shark River e il New River. Quando piove, i sali qui contenuti vengono trasportati via da questi fiumi solo parzialmente. Nel 2008 lo stato della Florida ha rilevato le fattorie della zona per chiuderle e porre fine alla carenza d'acqua nel lago e nelle Everglades.

## Uragani
Nel 1926 il grande uragano di Miami si abbatté sulla regione e circa 300 persone persero la vita. Due anni dopo, nel 1928, l'uragano Okeechobee devastò l'area circostante il lago. La stima di 1836 vittime riportata dalla Croce Rossa è stata aumentata ad almeno 2500 da un nuovo studio del National Weather Service del 2003. In entrambi i casi i forti venti innescarono una mareggiata che l'argine intorno al lago, che all'epoca era alto due metri, non riuscì a trattenere.
Dopo quei due uragani, il governatore della Florida istituì l'Okeechobee Flood Control District, un'apposita agenzia incaricata, grazie alla collaborazione con l'U.S. Army Corps of Engineers, di prevenire disastri simili. Dopo una visita del presidente Herbert Hoover, gli ingegneri dell'esercito idearono un progetto che prevedeva la costruzione di diversi canali, chiuse e dighe. Durante l'attuazione del progetto venne costruita la cosiddetta Okeechobee Waterway, un corso d'acqua artificiale che collega Fort Myers, sulla costa occidentale della Florida, a Port Stuart, su quella orientale, passando attraverso il lago.

## Industria ittica
Tra i pesci di importanza economica presenti nel lago ricordiamo il persico trota (Micropterus salmoides), il crappie (Pomoxis spp.) e il bluegill (Lepomis macrochirus). I lucci (Esox spp.) vengono catturati meno frequentemente.